# Bảo tàng Khu vực ở Łęczna
Bảo tàng Khu vực ở Łęczna (tiếng Ba Lan: Muzeum Regionalne w Łęcznej) là một bảo tàng tọa lạc tại số 17 Phố Bożnicza, Łęczna, Ba Lan. Bảo tàng Khu vực ở Łęczna từng là một chi nhánh của Bảo tàng Lublin ở Łęczna.

## Lược sử hình thành
Bảo tàng Khu vực ở Łęczna được thành lập vào năm 1966. Cho đến ngày 30 tháng 4 năm 2014, trụ sở của Bảo tàng là tòa Giáo đường Do Thái Lớn lịch sử ở Łęczna. Sau đó, trụ sở này bị đóng cửa vì Cộng đồng tôn giáo Do Thái tiếp quản tòa nhà. Các bộ sưu tập của Bảo tàng được chuyển đến các phòng tạm thời trong một tòa nhà khác để lưu giữ.

## Triển lãm
Bộ sưu tập của Bảo tàng Khu vực ở Łęczna hiện đang bao gồm hàng nghìn đối tượng dân tộc học, hóa tệ học, địa chất, khảo cổ học, nghệ thuật (triển lãm các tác phẩm của Bartłomiej Michałowski) cũng như các hiện vật và kỷ vật liên quan đến lịch sử của thành phố và khu vực xung quanh.
Triển lãm thường trực:
- Cánh cổng thời gian: giới thiệu các di tích nghi lễ và thiêng liêng của người Do Thái
- Dấu vết của quá khứ. Từ lịch sử và văn hóa của Łęczna
- Mizrach: trưng bày những ảnh cắt ra về người Do Thái của Marta Gołąb

Ngoài các triển lãm thường trực, Bảo tàng còn tổ chức nhiều cuộc triển lãm tạm thời.